# Concentus Musicus Wien
Concentus Musicus Wien és un conjunt instrumental fundat l'any 1953 per Nikolaus Harnoncourt i la seva dona Alice Hoffelner, especialitzat en la interpretació de música antiga amb instruments originals.
Format per músics de l'Orquestra Simfònica de Viena, s'afegí al moviment que reivindicava la música antiga, format, entre d'altres, pel musicòleg Joseph Merkin, el clavicembalista Gustav Leonhardt i el conjunt coral Clemencic Consort. L'objectiu del moviment era tocar música antiga amb instruments originals, no només per raons historicistes, sinó per raons artístiques, ja que la música de cada període es pot entendre millor a través d'un coneixement detallat de l'època i emprant els recursos propis del mateix temps o el més semblant possibles, per tal de recrear-la com una música contemporània nova i vibrant. En aquest sentit es van copiar meticulosament els manuscrits i reproduir exactament els instruments.
Donà el primer concert al Palau Schwarzenbeeg de Viena el 1957, quatre anys després de la seva fundació. El repertori inicial seguí la trajectòria de la música occidental, començant per la música medieval i renaixentista, per arribar al barroc i, finalment, al classicisme amb les principals obres de Haydn i Mozart. La primera gravació fou Fantasies de viola de Henry Purcell i a partir de l'any 1963 van començar una sèrie molt completa de gravacions amb el segell Teldec de la firma Telefunken, que actualment forma part de la discogràfica Warner Music Group. Cal destacar la interpretació de les obres de Bach com els Concerts de Brandenburg (1964), ls Suites Orquestrals (1966), la Passió segons sant Joan (1965), la Missa en si menor (1968) i la Passió segons sant Mateu (1968). El projecte discogràfic més emblemàtic fou la gravació integral de les Cantates de Bach, amb col·laboració amb Gustav Leonhardt, iniciat el 1971 i acabat el 1989, que ha rebut diversos premis i reconeixements.